# Теплых, Иван Владимирович
Иван Владимирович Теплых (род. 8 февраля 1985, Первоуральск, Свердловская область) — российский легкоатлет, специалист по бегу на короткие дистанции. Выступал за сборную России по лёгкой атлетике в 2000-х годах, чемпион Универсиады в Белграде, многократный победитель и призёр первенств национального значения, участник ряда крупных международных турниров. Представлял Свердловскую область. Мастер спорта России международного класса.

## Биография
Иван Теплых родился 8 февраля 1985 года в городе Первоуральске Свердловской области.
Занимался лёгкой атлетикой под руководством тренеров П. П. Царёва и Ю. С. Марьина, выступал за Российскую Армию.
Впервые заявил о себе на международном уровне в сезоне 2004 года, когда вошёл в состав российской национальной сборной и выступил на юниорском мировом первенстве в Гроссето, где в программе бега на 200 метров дошёл до стадии четвертьфиналов. При этом на чемпионате России в Туле выиграл бронзовую медаль в той же дисциплине.
В 2005 году отметился выступлением на молодёжном европейском первенстве в Эрфурте. Будучи студентом, отправился представлять страну на Универсиаде в Измире — дошёл до полуфинала на дистанции 200 метров и показал пятый результат в эстафете 4 × 100 метров.
В 2006 году одержал победу в беге на 200 метров и в эстафете 4 × 200 метров на зимнем чемпионате России в Москве, выиграл эстафету 800 + 600 + 400 + 200 метров на Кубке Европы в помещении в Льевене, победил в дисциплине 200 метров на летнем чемпионате России в Туле, стартовал на чемпионате Европы в Гётеборге, где стал пятым в беге на 200 метров и четвёртым в эстафете 4 × 100 метров. Занял седьмое место на дистанции 200 метров на Кубке мира в Афинах.
На чемпионате России 2007 года в Туле завоевал золото в беге на 100 и 200 метров. Принимал участие в чемпионате мира в Осаке.
В 2008 году с командой Свердловской области выиграл эстафету 4 × 200 метров на зимнем чемпионате России в Москве, но впоследствии из-за дисквалификации Андрея Рудницкого результат их команды был аннулирован. На летнем чемпионате России в Казани стал бронзовым призёром в беге на 100 метров и серебряным призёром в беге на 200 метров.
В 2009 году получил серебро в эстафете 4 × 200 метров на зимнем чемпионате России в Москве, победил в дисциплине 200 метров на летнем чемпионате России в Чебоксарах. На Универсиаде в Белграде остановился в полуфинале в беге на 200 метров, тогда как в эстафете 4 × 100 метров вместе с соотечественниками Максимом Мокроусовым, Романом Смирновым и Константином Петряшовым превзошёл всех соперников и завоевал золото.
В 2010 году на зимнем чемпионате России в Москве взял бронзу в беге на 200 метров и золото в эстафете 4 × 200 метров, был вторым в дисциплине 200 метров на летнем чемпионате России в Саранске. Бежал эстафету на чемпионате Европы в Барселоне.
Оставался действующим спортсменом вплоть до 2012 года, продолжая принимать участие в различных всероссийских турнирах.
За выдающиеся спортивные достижения удостоен почётного звания «Мастер спорта России международного класса».
После завершения спортивной карьеры работал учителем физкультуры в Первоуральске. В 2019 году назначен на должность директора первоуральской Детско-юношеской спортивной школы.